# Conrado del Campo

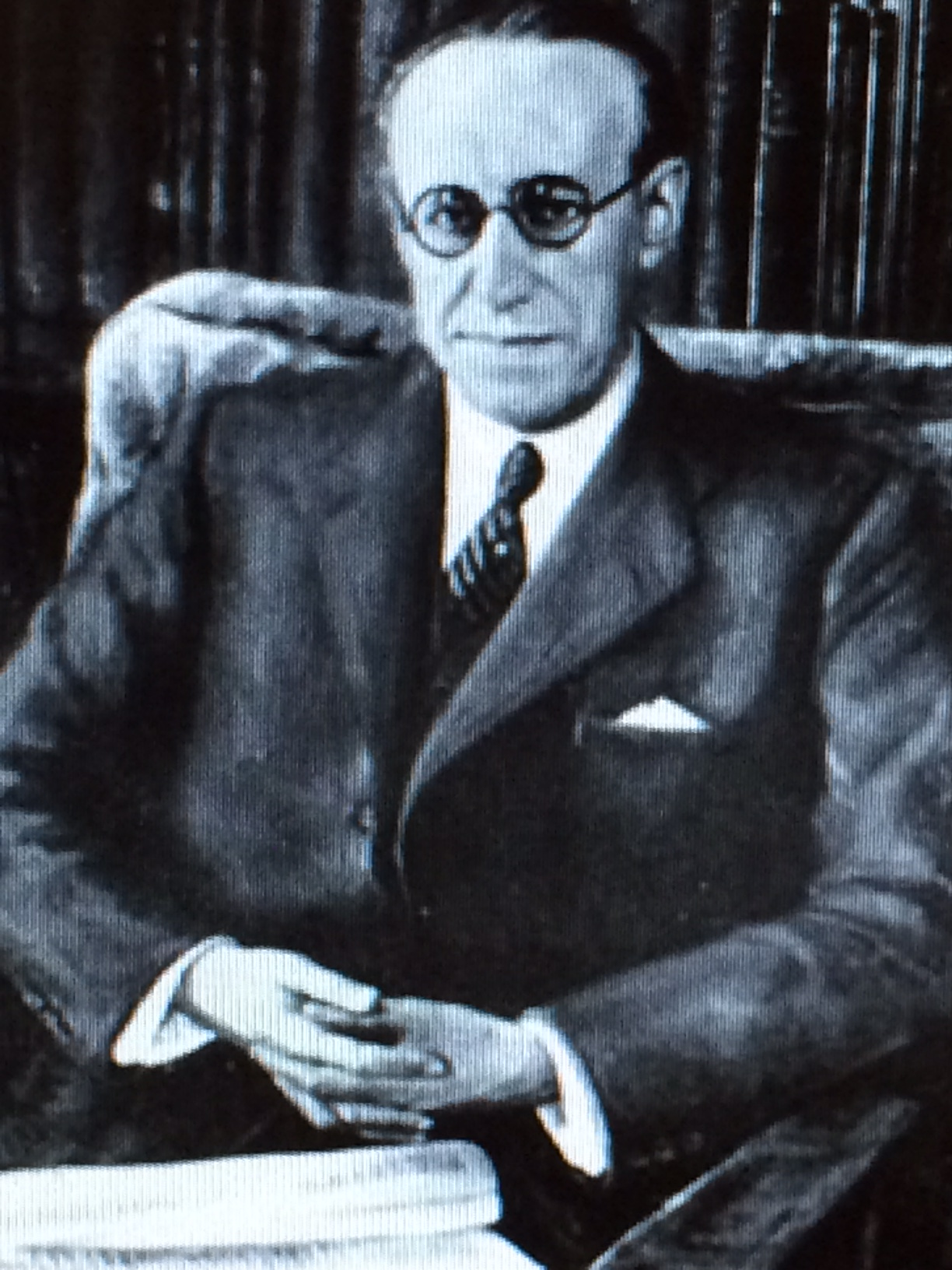
Conrado del Campo y Zabaleta

Conrado del Campo y Zabaleta (* 28. Oktober 1878 in Madrid; † 17. März 1953 ebenda) war ein spanischer Komponist, Violinist und Musikpädagoge.

## Leben
Del Campo studierte 1889 am Real Conservatorio Superior de Música de Madrid bei José del Hierro, Jesús de Monasterio, Pedro Fontanilla und Emilio Serrano, außerdem nahm er Kurse bei Ruperto Chapí y Lorente. Daneben spielte er Violine im Sinfonieorchester des Teatro Real, im Cuarteto Francés und dem Quinteto de Madrid.
1915 wurde er Professor für Komposition am Konservatorium von Madrid. Zu seinen Schülern zählten Musiker wie Cristóbal Halffter, Enrique Franco, Amadeo Roldán und Domingo Santa Cruz Wilson.
Del Campo komponierte Opern und Zarzuelas, sinfonische und kammermusikalische Werke.
1899 erhielt Del Campo einen Kompositionspreis für die sinfonische Dichtung Ante las Ruinas. 1928 erhielt er im Internationalen Schubert-Wettbewerb den zweiten Preis der iberischen Vorrunde für eine Vervollständigung von Schuberts Unvollendeter.

## Werke

### Opern
- El final de Don Álvaro, 1911
- La tragedia del beso, 1915
- El Avapiés, 1919
- Fantochines, 1924

### Zarzuelas
- La Neña, 1904
- Aires de la Sierra, 1909
- El Bachiller Medina, 1909
- Astucia de mujer, 1912
- La Flor de Agua, 1914
- La Culpa, 1914
- La Romería, 1917
- El Hombre mas guapo del mundo, 1920
- Bohemios, 1920
- El Carrillón o El Demonio ha entrado en Flandes, 1922
- El País del Sol, 1925
- En plena locura, 1926
- La Flor del Pazo o La Prometida, 1926
- El Cabaret de la Academia, 1927
- La Promesa, 1928
- La Malquerida, 1939
- Lola, la Piconera, 1950
- El Burlador de Toledo, UA 1965

### Sinfonische Werke
- Ante las Ruinas
- Bocetos castellanos
- Obertura madrileña
- Evocación y nostalgia de los molinos de viento
- Evocación en Castilla
- Fantasía castellana
- Tríptico castellano
- El viento de Castilla

| Personendaten    | Personendaten                                     |
| ---------------- | ------------------------------------------------- |
| NAME             | Campo, Conrado del                                |
| ALTERNATIVNAMEN  | Campo y Zabaleta, Conrado del                     |
| KURZBESCHREIBUNG | spanischer Komponist, Musikpädagoge und Violinist |
| GEBURTSDATUM     | 28. Oktober 1878                                  |
| GEBURTSORT       | Madrid                                            |
| STERBEDATUM      | 17. März 1953                                     |
| STERBEORT        | Madrid                                            |